# ChessRobot
 (mai 2016).
ChessRobot, aussi appelé Chess Terminator et maintenant rebaptisé ChessKA, est un automate d'échecs conçu par Konstantin Kosteniouk, le père et entraîneur d'Alexandra Kosteniouk, championne du monde féminine en 2010 et 2011.

## Description
ChessRobot, muni d'un bras robotique est capable de jouer aux échecs en saisissant les pièces et en les déplaçant puis une fois son mouvement achevé d'appuyer sur la pendule. Le ChessRobot est assez économe en énergie et capable selon son concepteur de jouer 24 heures par jour pendant trois années consécutives.
En 2010, ce robot a affronté lors d'une partie de blitz l'ancien champion du monde Vladimir Kramnik. La partie entre le Chess Robot et Kramnik s'est conclue par la nulle. Le robot avait un pion de plus dans une finale de Fous de couleur opposée.
En 2011, ChessKA a vaincu le grand maître international Aleksandr Grichtchouk en blitz,. Il a aussi remporté en 2012 le Championnat du monde absolu des échecs robotiques,.